# Lokomotiv VK
Le Lokomotiv Bakı Voleybol Klubu est un club féminin de volley-ball azerbaïdjanais fondé en 1998 et basé à Bakou qui évolue en Super Liqa.

## Palmarès
- Challenge Cup[2]
  - Vainqueur : 2012.
  - Finaliste : 2011.
- Championnat d'Azerbaïdjan[2]
  - Finaliste : 2010, 2012, 2015[3]

## Effectifs

### Saison 2015-2016
| No                                         | Nom                                        | Date de naissance                          | Taille                         | Poids                          | Poste                          |
| ------------------------------------------ | ------------------------------------------ | ------------------------------------------ | ------------------------------ | ------------------------------ | ------------------------------ |
| 1                                          | Hana Čutura                                | 10 mars 1988                               | 194                            | 78                             | Réceptionneuse-attaquante      |
| 2                                          | Yana Əzimova                               | 5 juillet 1994                             | 174                            | 63                             | Passeuse                       |
| 3                                          | Kanani Danielson                           | 2 janvier 1990                             | 180                            | 75                             | Réceptionneuse-attaquante      |
| 4                                          | Aneta Havlíčková                           | 3 juillet 1987                             | 190                            | 88                             | Attaquante                     |
| 5                                          | Özge Çemberci                              | 26 juin 1985                               | 183                            | 69                             | Passeuse                       |
| 6                                          | Ayşən Abduləzimova                         | 11 avril 1993                              | 185                            | 72                             | Centrale                       |
| 8                                          | Ülkər Kərimova                             | 22 juin 1994                               | 182                            | 70                             | Libero                         |
| 9                                          | Aleksandra Crnčević                        | 30 mai 1987                                | 185                            | 72                             | Réceptionneuse-attaquante      |
| 12                                         | Jaroslava Pencová                          | 24 juin 1990                               | 191                            | 79                             | Centrale                       |
| 15                                         | Brenda Castillo                            | 5 juin 1992                                | 167                            | 55                             | Libero                         |
| 16                                         | Oksana Kiselyova                           | 30 mai 1992                                | 177                            | 74                             | Libero                         |
| 18                                         | Berit Kauffeldt                            | 8 juillet 1990                             | 190                            | 75                             | Centrale                       |
|                                            |                                            |                                            |                                |                                |                                |
| Encadrement technique                      | Encadrement technique                      |                                            | Légende                        | Légende                        | Légende                        |
| Entraîneur : François Salvagni             | Entraîneur : François Salvagni             | Entraîneur : François Salvagni             | : Capitaine                    | : Capitaine                    | : Capitaine                    |
| Entraîneur(s) adjoint(s) : César Hernández | Entraîneur(s) adjoint(s) : César Hernández | Entraîneur(s) adjoint(s) : César Hernández | : Joueuse blessée actuellement | : Joueuse blessée actuellement | : Joueuse blessée actuellement |
| Manager général : İnara Hüseynzadə         |                                            |                                            |                                |                                |                                |

| Équipe type : Lokomotiv VK                                                                                    |
| \| Özge · # 5 Čutura · # 1 Pencová · # 12 Havlíčková · # 4 Crnčević · # 9 Kauffeldt · # 18 Castillo · # 15 \| |
| Özge · # 5 Čutura · # 1 Pencová · # 12 Havlíčková · # 4 Crnčević · # 9 Kauffeldt · # 18 Castillo · # 15       |

| Özge · # 5 Čutura · # 1 Pencová · # 12 Havlíčková · # 4 Crnčević · # 9 Kauffeldt · # 18 Castillo · # 15 |